# 윤정호 (앵커)
윤정호(1966년 ~ ) 은 대한민국의 기자이다.
현재 거주지는 서울특별시이다.

## 학력
- 1984~1988 서울대학교 사회과학대학 정치학 학사
- 1988~1990 서울대학교 대학원 정치학 석사

## 경력
- 1991 조선일보 입사
- 조선일보 사회부 기자
- 조선일보 편집부 기자
- 조선일보 문화부 기자
- 조선일보 산업부 기자
- 조선일보 정치부 기자
- 조선일보 정치부 차장
- 2006~2007 미국 하버드대학교 니먼펠로우
- 2011.06~2014.04 TV조선 보도본부 정치부장
- 2014.04~2016.10 조선일보 워싱턴특파원
- 2016.10 TV조선 정치에디터, 부국장
- 2017.09 TV조선 시사제작에디터
- 2020.05 TV조선 시사제작국장
- 2020.12 TV조선 보도본부 부본부장
- 2023.07~ TV조선 보도본부장
- 2023~2025 한국신문방송편집인협회 이사
- 2025~ 한국신문방송편집인협회 감사

## 방송
- 토요일 ~ 일요일 TV조선 뉴스 날 (2012년 1월 28일 ~ 2012년 9월 16일)
- 토요일 ~ 일요일 TV조선 주말뉴스 토 일 (2012년 9월 22일 ~ 2013년 4월)
- 월요일 ~ 금요일 TV조선 종합뉴스 9 (2016년 10월 31일 ~ 2017년 6월 30일)
- 월요일 ~ 금요일 시사쇼 이것이 정치다 (2017년 11월 6일 ~ 2023년 7월 10일)
- 월요일 ~ 금요일 TV조선 뉴스 9 (2024년 1월 1일 ~ )